# Ariomma regulus
Ariomma regulus is een straalvinnige vis uit de familie van Ariommatidae, orde baarsachtigen (Perciformes), die voorkomt in het noordwesten, het westen en het zuidwesten van de Atlantische Oceaan.

## Beschrijving
Ariomma regulus kan een maximale lengte bereiken van 25 centimeter. De vis heeft twee rugvinnen met in totaal 12 stekels en 15 vinstralen en één aarsvin met drie stekels en 14 tot 15 vinstralen.

## Leefwijze
Ariomma regulus is een zoutwatervis die voorkomt in subtropische wateren. De diepte waarop de soort voorkomt is maximaal 500 meter.
Het dieet van de vis bestaat hoofdzakelijk uit zoöplankton.

## Relatie tot de mens
Ariomma regulus is voor de beroepsvisserij van beperkt belang.